# Accademia delle Arti di Stettino
L'Accademia delle Arti di Stettino (in polacco: Akademia Sztuki w Szczecinie) è un'università pubblica con sede a Stettino, in Polonia, fondata il 1 settembre del 2010. 

## Struttura
L'accademia è organizzata nelle seguenti facoltà:
- Facoltà di Educazione Musicale
- Facoltà strumentale
- Facoltà di Arti Visive
- Facoltà di Pittura e Nuovi Media